# 慶恭皇貴妃
庆恭皇贵妃（1724年8月12日—1774年8月21日），陆氏。初為漢族民人，後為鑲黃旗包衣第四參領第二旗鼓佐領下人。蘇州平民陆士隆之長女，清朝乾隆帝之皇貴妃。

## 早期生平
雍正二年六月二十四日出生。
何时入宫不詳。陸氏僅為民藉出身，也就是所謂的漢女，並不在旗，亦非包衣，應不可能是透過八旗選秀或內務府選秀入宮。結合後來芳妃陳氏和祿貴人均為南方盐政、税務监督所送入內廷一事，推測陸氏是時任鳳陽關稅務監督普福呈進內廷的女子。普福在乾隆七年起才擔任該職務，此前僅為總管六庫事務郎中。陸氏應在乾隆七年至乾隆十二年間入宮。
陆氏入宫前可能曾为伶人。1932 年 3 月 4 日，齐如山在《国剧画报》第一卷第七期发表《嘉庆生母为歌者之传说》一文，并刊登《景山观德殿旁所祀之神像》照片。其中提到旧昇平署正殿曾供奉一位“喜音圣母”为嘉庆帝生母，遗言按照戏中打扮、供于昇平署中，神像前案供奉有有嘉庆道光两位皇帝神牌。夏仁虎作《清宫词》中也说道：”南府祀二神男曰喜神女曰喜音圣母，今移其庙在景山后，像具后服前有仁宗成王二牌位，盖一则所谓当今万岁牌一则，成王曾管乐部也流俗。相传高宗南巡携所爱女伶归，生仁宗成王卒祀于此。“ 但嘉庆帝生母孝仪皇后为旗人，隶属镶黄旗满洲包衣旗下，世代服务于皇家内廷，不大可能从事戏曲演唱职业。相比之下，身为嘉庆帝养母的庆妃本籍苏州民女，更有可能出身伶人。黄丽君《乾隆皇帝的民人嫔妃》一文中谈到苏州织造海保、安宁、图拉等都曾奉谕秘密于当地采办伶人以供内廷，陆氏极有可能就是其中之一。
乾隆十三年正月已經封為慶常在，具體入宮時間暫不詳；四月十二日與那常在巴林氏一起晉為貴人，陸氏被稱為慶貴人。乾隆十六年正月初二日，詔封為慶嬪；同年六月初八日，正式行慶嬪冊封禮。

## 後期生平
乾隆二十四年十一月二十一日，高宗詔封其為慶妃；十二月十八日，正式册封庆嫔陆氏为庆妃。在册封礼举行之前的十一月二十一日，乾隆帝曾赏赐庆嬪、颖嬪和多貴人每人一盤珊瑚朝珠，庆嬪还获得乾隆帝额外赏赐的“金镶双东珠坠”一副。
乾隆二十五年，慶妃讓宮內管做活計並大小荷包差使太監劉進玉轉交四十一兩銀予荷包頭兒孫氏做荷包，劉進玉暗中借用銀二十六兩。乾隆二十六年，發給荷包片裁料共七百七十四件成做荷包，十二月十四日，本宮小太監壽兒對劉進玉說娘娘催活計。劉進玉因一時愚想而謊說活計頭兒家失火，要從鋪子買六十對荷包片子拿進去；同月十六日早上，娘娘因壽兒拿進來的荷包片子窄小而將劉進玉叫進去。
乾隆三十三年五月二十一日，慶妃下學規距女子一人封平常在。根据嘉庆帝幼年种痘的记录，最迟在乾隆二十八年，慶妃陸氏已為他的养母。乾隆三十三年十月初六日，慶妃正式被冊封為慶貴妃。
乾隆帝為久病三年的慶貴妃寻访良医，因未奏效而安排她住到𣈱春園西側的西花园中。乾隆帝到了避暑山庄後，仍十分挂念她的身体，每每让人带来她的近状。一得知慶貴妃病危了，便馬上派人去探视她。乾隆三十九年七月十五日子時，慶貴妃因病在西花園薨逝，享年五十一歲。
庆贵妃病逝之日起第五天，金棺从吉安所奉移静安庄，穿孝的皇子、公主、福晋等人也随之去静安庄居丧，十五阿哥則在神武門內東側的北小花园為其穿孝。乾隆四十年十月二十六日，金棺葬於裕陵妃園寢。
嘉慶四年正月初四日，即太上皇乾隆崩後翌日，因為嘉庆帝記念她的养育之恩和關懷備至，所以追謚陸氏為慶恭皇贵妃。中國第一歷史檔案館數字化系統錯把嘉慶年間《呈慶貴妃晉封慶恭皇貴妃諭旨清單》的原紀年寫成乾隆三十九年，原本實記慶貴妃於嘉慶四年才追封為慶恭皇貴妃。

## 家族
因為慶妃的父親不安分，所以乾隆二十二年十月，慶妃的父母、兄弟、姪子、姪女共十五人，以及十五名親丁和二十三名僕人男婦赴京，並依照怡嬪之父柏士彩的例子入旗。內務府撥給陸士龍的四個兒子每人披甲三兩錢糧米石；涿州地七頃八十五畝，每年可得租銀二百六十四兩；正陽門外西河沿取租房十間，每月可得租銀十二兩一錢；崇文門內蘇州胡衕七十五間官房中，撥出四十三間提供其家口居住。蘇州織造密奏乾隆帝有關慶妃陸氏娘家人的情況時，稱「陸娘娘之叔」系寒懦無能的人，恐有好事之徒勾引教唆或致滋事，即差人押他回常熟，密諭該縣知縣敬華收管約束他，並且囑駐剳常熟的糧道楊重英要留心他。
- 父：陸士龍，亦作陸士隆[6]、陸世龍，閒散[7]。乾隆二十二年九月， 陸士龍捐納縣丞，欲赴部候選。安寧認為「捐納縣丞， 似非在地方生事可比，祇行奏明，遂令其赴部」。乾隆帝聞知後責備安寧「失於覺察，致伊凂人代捐官職，及至聞知，又復不能阻其赴補」[8]。
- 弟：陸裕登、陸廷榮、陸朝元、陸朝寶，乾隆二十二年每人給予披甲三兩錢糧米石[1]；陸奇寶，披甲人[9]。
- 妹：乾隆二十二年三位妹妹入京[1]。
- 侄子：陸嵩齡，柏唐阿[9]；陸松齡，嘉慶年間被賞給騎都尉[10]。
- 侄孫：陸祥福，閒散[9]。

## 影视作品
- 電視劇

| 年份 | 劇名         | 演員   | 剧中姓名 | 劇中稱謂                | 註解                                   |
| 1988 | 滿清十三皇朝 | 區靄玲 | 陸鳳儀   | 慶妃                    |                                        |
| 2018 | 延禧攻略     | 李若寧 | 陸晚晚   | 慶常在→慶貴人→慶嬪→慶妃 | 被富察皇后選定而入宮，初冊封為慶常在。 |
| 2018 | 如懿傳       | 于洋   | 陸沐萍   | 慶常在→慶貴人→慶嬪      |                                        |
| 2022 | 嘉慶君遊臺灣 | 黃淑美 |          | 慶妃                    |                                        |

## 延伸阅读
[在维基数据编辑]
 《清史稿/卷214》，出自趙爾巽《清史稿》
 在维基共享资源阅览影像